# Nannastacus inflatus
Nannastacus inflatus är en kräftdjursart som beskrevs av Hale 1945. Nannastacus inflatus ingår i släktet Nannastacus och familjen Nannastacidae. Inga underarter finns listade i Catalogue of Life.